# Saimaluu-Tash
Saimaluu-Tash est un site d'art rupestre situé au Kirghizistan. Il réunit dans deux vallées de haute montagne l'une des plus grandes collections de gravures rupestres d'Asie centrale. Saimaluu-Tash signifie les pierres brodées en français.

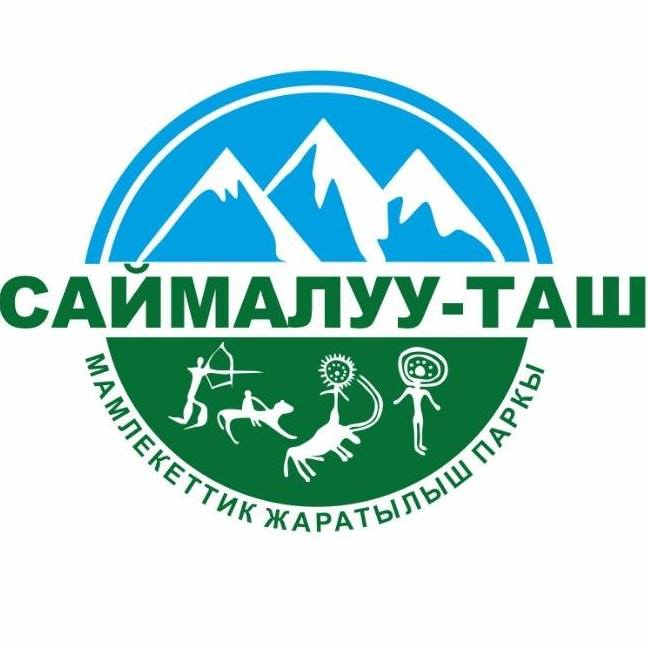
Logo du parc naturel

## Situation
Saimaluu-Tash est situé à proximité du col de Kugart, au nord-est des crêtes du Ferghana, 30 km au sud de Kazarman, dans le district de Kazarman, dans la province de Djalalabad. Le site occupe deux hautes vallées séparées par une petite crête, à environ 3 200 m d'altitude. Il fait partie du Parc naturel de Saymaluu-Tash, créé en mai 2001 et qui couvre 320 km2.

## Historique
Le site a été découvert en 1902 par des cartographes russes alors qu'ils étudiaient la région pour un projet de route visant à desservir un camp militaire situé entre Djalalabad et Naryn, mais il n'a été fouillé méthodiquement qu'à partir de 1950.

## Description
On estime à plus de 10 000 le nombre de dessins gravés sur les pierres basaltiques de Saimaluu-Tash. Les gravures s'étendent sur plusieurs millénaires, du IIIe millénaire av. J.-C. jusqu'au Haut Moyen Âge.
La majorité des figures sont des représentations d'animaux stylisés : éléphants, lions, léopards des neiges, ibex, reptiles, yacks. On trouve également des scènes de chasse, de transhumance qui témoignent de la domestication des animaux, et des scènes de danses rituelles, avec des personnages à tête de soleil (homme-soleil).

## Protection
Le site est inscrit sur la liste indicative du Patrimoine mondial de l'Unesco depuis le 29 janvier 2001.

## Galerie

Timbres du Kirghizistan montrant des gravures de Saimaluu-Tash
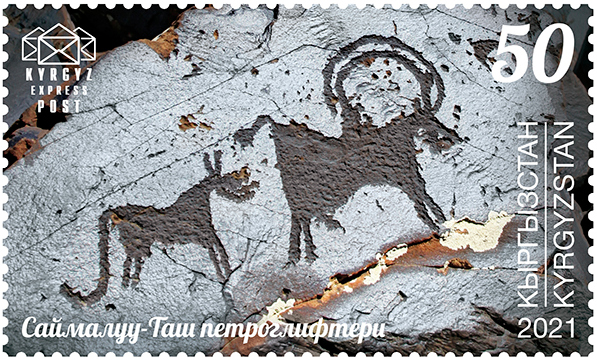
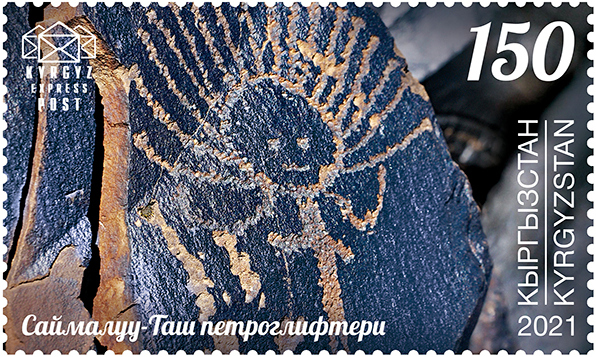
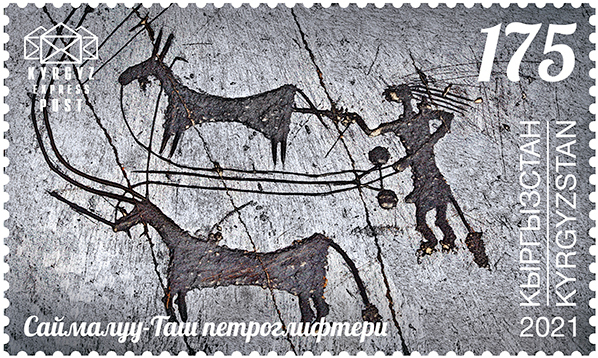